# 福岡市立多々良中央中学校
福岡市立多々良中央中学校（ふくおかしりつたたらちゅうおうちゅうがっこう）は、福岡県福岡市東区多々良1丁目にある公立中学校。略称は「中央（ちゅうおう）」または「多々良中央（たたらちゅうおう）」、「中央中（ちゅうおうちゅう）」。

## 沿革
- 1975年4月 - 福岡市立多々良中学校より分離、設立される。
- 1977年1月 - 図書室完成。
- 1985年3月 - 武道場完成。
- 1990年4月 - 福岡市立青葉中学校が多々良中央中学校から分離、設立される。
- 1991年3月 - パソコン教室完成。
- 1998年9月 - 「心の教室」開室。
- 2002年4月 - スクールカウンセラー配置。
- 2024年10月13日 - 創立50周年記念行事
- 2024年10月19日 - 創立50周年記念式典・祝賀会

## 年間行事
- 入学式
- 体育会
- 自然教室
- 球技大会
- 合唱コンクール
- 修学旅行
- 卒業式

## 部活動
- 運動系部活動
  - 野球部
  - バスケットボール部
  - バレーボール部
  - ソフトテニス部
  - ハンドボール部
  - サッカー部
  - 剣道部
  - 卓球部

- 文化系部活動
  - 吹奏楽部
  - 美術部
  - パソコン部
  - 放送部
  - 韓国語クラブ

## 交通
すぐ北を福岡県道21号が東西に伸びる。JR九州香椎線の土井駅が北東に位置する。また、南に多々良川を望む。

## 学校周辺
- 福岡市立多々良小学校 - すぐ南に隣接。